# Giovanni Pittalis
Giovanni Pittalis (Nuoro, 18 marzo 1971) è un allenatore di calcio ed ex calciatore italiano, di ruolo centrocampista.

## Carriera
Cresciuto nelle giovanili della Bittese, squadra del suo paese e passato poi al Tempio (dove ha militato fino al 1994), prima di venire acquistato dal Lecce. Con la formazione salentina ha debuttato in Serie A il 16 maggio 1998 in Lecce-Piacenza (1-3). Al termine di quella stagione si trasferisce al Baracca Lugo, club emiliano, dove milita una sola stagione prima di tornare al Tempio. Nel 2000 viene acquistato dal Olbia calcio (in Serie D), con la quale ottiene la promozione in Serie C2 e vince lo Scudetto di Serie D. Rimane al Olbia fino al 2004, prima di trasferirsi al Tavolara (fino al 2008) e poi al San Teodoro e al Ardara (in queste ultime 2 esperienze diventerà anche allenatore). Giovanni Pittalis era un centrocampista d'esperienza, amava calciare da tutte le posizioni, grintoso, tenace e aggressivo. La sua arma letale era la mente, la sua velocità di pensiero e la rapidità d'esecuzione.  
Nel 2010 comincia la Carriera da allenatore col San Teodoro e nel 2012 al Ardara. Nel 2014 approda allo Siniscola Sporting, militante nel campionato di Promozione e con la quale sconfiggerà la Bittese nello spareggio salvezza. Nel 2015 approda al Olbia come allenatore della Juniores, per poi diventare vice- allenatore in prima squadra e coordinatore del settore giovanile. Nel 2018 torna al San Teodoro. 

## Palmarès

### Club

#### Competizioni nazionali
- Serie C1: 1

Lecce: 1995-1996